# Матвейцево-1
Матвейцево-1 — деревня сельского поселения Волковское Рузского района Московской области. Численность постоянно проживающего населения — 13 человек на 2006 год. До 2006 года Матвейцево-1 входило в состав Волковского сельского округа.
Деревня расположена в центральной части района, примерно в 12 километрах севернее Рузы, на правом берегу реки Вейна (приток Озерны). Напротив, на левом берегу Вейны, находится ближайший населённый пункт — деревня Матвейцево-2, высота центра над уровнем моря 220 м.